# Тихонов, Николай Петрович
Никола́й Петро́вич Ти́хонов (ноябрь 1882, Вятка — февраль 1942, Ленинград) — советский специалист в области фотокинотехники и реставрации документов, редактор, издатель, режиссёр. Один из первых организаторов научно-популярного кинематографа в СССР.

## Биография
Родился в Вятке в многодетной семье, отец — владелец фотоателье. С детства увлекался фотографией. Учился в реальном училище. В 1907 году переехал в Екатеринбург.
В 1907—1908 годах работал помощником хранителя музея Уральского общества любителей естествознания в Екатеринбурге, выполнял обязанности препаратора музея, участвовал в экспедициях по изучению зауральских озёр; организовал в музее фотолабораторию, «где велось микрофотографирование планктона, научная документация и фотографирование археологических предметов» для Императорской археологической комиссии. В 1908 году открыл собственную фотомастерскую. В 1909—1912 годах заведовал кинолабораторией областного кооперативного союза, в 1913—1914 годах — редактор и издатель первого русского журнала о научном и учебном кинематографе — «Разумный кинематограф и наглядные пособия».
В период Первой мировой войны работал в ведомстве почт и телеграфов, в 1915 году в ходе поездки по городам Урала и Сибири выступал с лекциями о причинах и ходе войны. В 1917 году был приглашён П. П. Веймарном для организации научной фотолаборатории при Екатеринбургском горном институте. В 1918 году работал в органах Наркомпроса РСФСР в Екатеринбурге, заведовал кинотеатрами, организовал Музей учебных пособий.
В 1918 году был командирован в Москву, по распоряжению А. В. Луначарского был оставлен при Кинокомитете для организации отделения научной кинематографии. С  февраля 1919 года — заведующий подотделом научной съёмки (с января 1922 года — управлением научных съёмок и лекций) Всероссийского фотокинематографического отдела (ВФКО), в 1919—1921 годах — директор Института экспериментальной фотографии и фототехники ВФКО в Москве. В 1920 году — научный сотрудник Московского психоневрологического института, совместно с К. Х. Кекчеевым разработал метод хронозаписи движений с их последующей математической расшифровкой. В сентябре 1921 года произвёл первую в Советской России киносъёмку лунного затмения.
В 1921—1925 годах — заведующий кафедрой фотографии и фототехники Высших государственных художественно-технических мастерских (ВХУТЕМАС), в 1922—1923 годах —  заведующий научным факультетом Государственного института кинематографии. В 1923—1925 годах — заведующий фотокинолабораторией Центрального института труда, режиссёр кинематографической конторы «Кино-Москва», заведующий производственным отделом АО «Пролеткино». Автор ряда научно-популярных, хроникальных и агитационных фильмов («Тиф и борьба с ним», «Пчеловодство», «Возрождение Москвы», «Как большевики укрепляют власть рабочих и крестьян» и других). Выступал с докладами и лекциями по вопросам кинематографии в Русском фотографическом обществе, кинокомиссии Государственной академии художественных наук (ГАХН), Ассоциации революционной кинематографии (АРК), Московском Губрабисе.
В 1922 году постановлением Наркомпроса РСФСР был утверждён в звании профессора фототехники. Член кинематографической подсекции Научно-художественной секции Государственного учёного совета (1924), входил в состав Центрального бюро фотокиносекции при ЦК Рабис (1925—1927), член правления Русского фотографического общества (1924—1925).
В первом полугодии 1925 года работал в Тифлисе, затем преподавал и заведовал фотокинолабораторией в Одесском кинотехникуме ВУФКУ.
В 1926 году переехал в Ленинград, преподавал курс общей фотографии и кинематографии в Ленинградском государственном фотокинотехникуме, с начала 1927 года заведовал фотоаналитическими работами в Институте археологической технологии Государственной академии истории материальной культуры (ГАИМК). Параллельно работал директором научно-экспериментального кабинета фотографии Академии художеств.
В начале 1929 года избран действительным членом ГАИМК, в 1932—1934 годах — директор Института исторической технологии и член президиума ГАИМК. В 1931—1933 годах — профессор кафедры технологии репродукционных процессов Ленинградской промышленной академии. С 1934 года — заведующий Лабораторией консервации и реставрации документов АН СССР (ЛКРД).
В 1934—1938 годах работал в Государственной публичной библиотеке имени М. Е. Салтыкова-Щедрина, наблюдал за состоянием и хранением книжных фондов библиотеки. В 1939 возглавил Комиссию по разработке методов долговременного хранения документов, созданную при Отделении химических наук АН СССР.
Являлся одним из ведущих специалистов в СССР в области консервации документов, был первым, кто занимался фотографическим исследованием и восстановлением фотодокументов, применением фотометодов изучения рукописных и археологических памятников.
Умер от голода в блокадном Ленинграде в феврале 1942 года. Захоронен на Серафимовском кладбище.

### Семья
- отец — Пётр Григорьевич Тихонов (1852—1918), владелец фотоателье в Вятке[31];
- мать — Ермиония Ивановна Тихонова[1];
- жена — Елизавета Владимировна Тихонова (урождённая Ван-дер-Беллен) (1896—1942)[1][8];
  - сын — Алексей Николаевич Тихонов (1908—1988), специалист в области фотографии[32].

## Комментарии
1. ↑  По другим данным дата смерти — март 1942 года[30].